# Станислав Беньов
Станислав Беньов (роден на 19 април 1991 в София) е български състезател по спортни шейни. Участва на олипмийските игри в Сочи 2014, където завършва на предпоследното 38-о място. 
Участва в състезания под егидата на международната федерация по спортни шейни от 2002 г. Завършва 46-и в крайното класиране за Световната купа през сезон 2012/13 и 39-и на световното първенство през 2013 г. 